# Herrschaft Blankenhain
Die Herrschaft Blankenhain ist ein ehemaliges Herrschaftsgebiet im heutigen Bundesland Thüringen. Die geografische Größe veränderte sich im Lauf der Geschichte mehrfach. 

## Geschichte

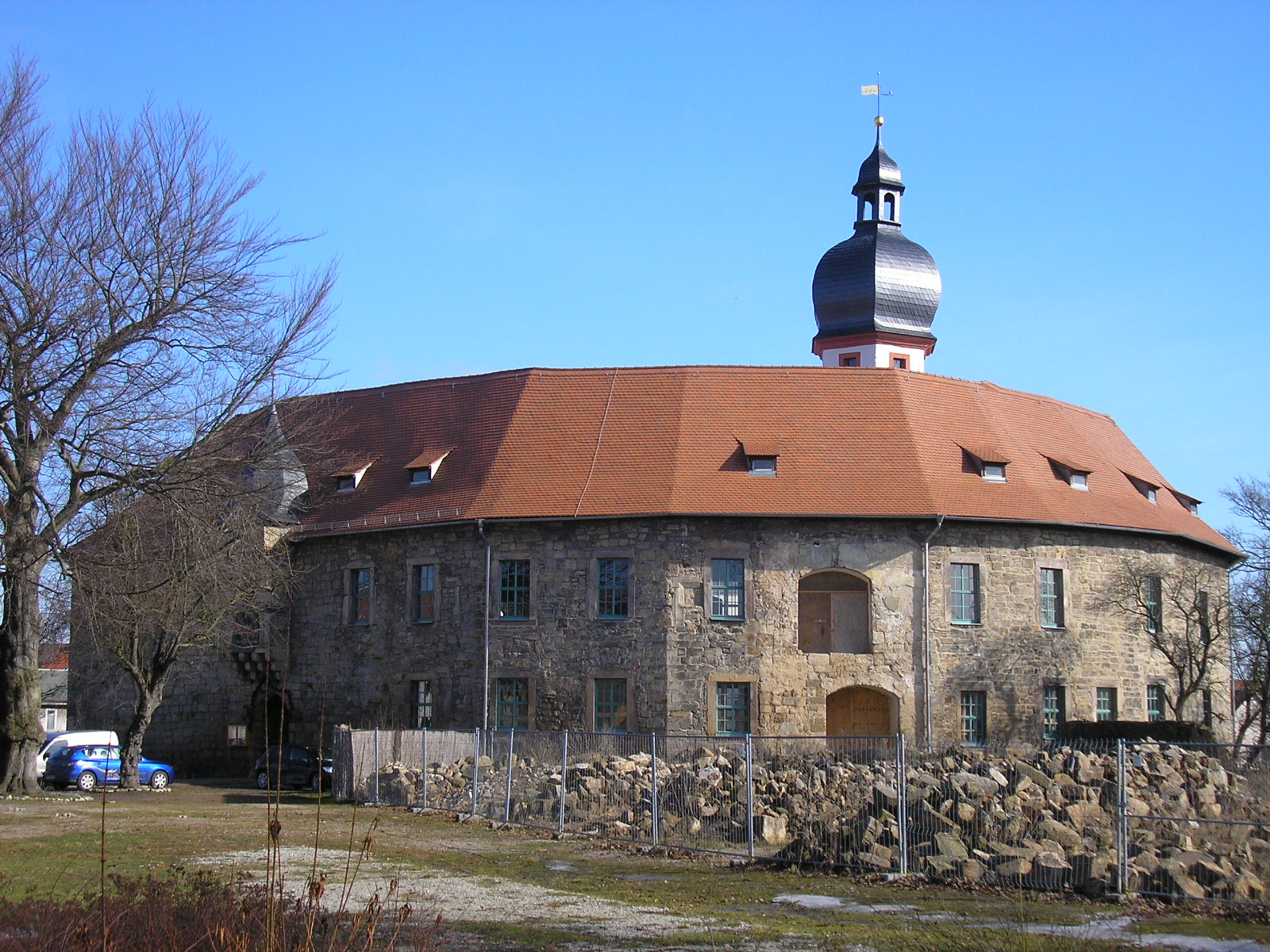
Schloss Blankenhain von den Hatzfeldern 1690 erbaut.

Die Herrschaft Blankenhain wurde 1252 erstmals erwähnt und war ein ursprünglich kurmainzisches Lehen welches bis 1815 bestand und zwischen Weimar und Rudolstadt lag.
1321 kamen zur Herrschaft Blankenhain die späteren Städte Berka und Tannroda hinzu.
Die ursprünglichen Herren von Blankenhain starben 1416 aus und das Lehen von Berka fiel an die Wettiner zurück.
Die neuen Herren wurden die Grafen von Gleichen. Diese erwarben 1454/55 Niederkranichfeld von den Burggrafen von Kirchberg hinzu.
Die Grafen von Gleichen starben 1631 aus. Durch Erbschaft fiel die Herrschaft Blankenhain an die Grafen von Mörsfeld. Das Lehen war aber mit der Grafschaft Gleichen verbunden, welche Melchior von Hatzfeld von Kurmainz erhielt. Es kam zu Streitigkeiten, die mit dem Verzicht der Grafen von Mörsberg auf die Herrschaft Blankenhain zugunsten des Grafen von Hatzfeld 1675 beendet wurden. Das mehrfach niedergebrannte Blankenhainer Schloss wurde von den Hatzfeldern 1690 in seiner jetzigen Form wieder aufgebaut.
Die Grafen Hatzfeld starben 1794 aus, wodurch die Herrschaft zurück an das Kurfürstentum Mainz als Lehensherr fiel; im Zuge der Säkularisation der „geistlichen“ Gebiete kam die Herrschaft durch § 3 des Reichsdeputationshauptschlusses (RDH) 1803 als Teil des neugebildeten Fürstentums Erfurt an Preußen.
Von 1807 bis 1813 wurde die Herrschaft, zusammen mit dem Erfurter Staat, als kaiserliche Domäne Frankreichs geführt. Nach den Befreiungskriegen herrschte Preußen bis 1815. Die Herrschaft wurde in einem, während des Wiener Kongresses ausgehandelten, Staatsvertrag 1816 schließlich an das Großherzogtum Sachsen-Weimar-Eisenach übertragen.

## Herren von Blankenhain (1252–1794)
- Grafen von Blankenhain (1252–1416)
- Grafen von Gleichen (1416–1631)
- Grafen von Mörsfeld[10] (1631–1675)
- Grafen von Gleichen und Hatzfeld (1675–1794)